# Sorawit Panthong
Sorawit Panthong (tiếng Thái: สรวิทย์ พานทอง, sinh ngày 20 tháng 2 năm 1997), còn được biết với tên đơn giản Aot (tiếng Thái: โอ๊ต), là một cầu thủ bóng đá người Thái Lan thi đấu ở vị trí tiền đạo chạy cánh cho câu lạc bộ Giải bóng đá Ngoại hạng Thái Lan Muangthong United.

## Sự nghiệp quốc tế
Năm 2016, Sorawit được chọn vào đội hình U-19 Thái Lan cho Giải vô địch bóng đá U-19 châu Á 2016 ở Bahrain.

## Danh hiệu
Muangthong United
- Giải bóng đá Ngoại hạng Thái Lan (1): 2016
- Cúp Liên đoàn Bóng đá Thái Lan (1): 2016